# Manifa
Manifa est un grand gisement pétrolier offshore en Arabie saoudite. Découvert en 1951, il ne fut pratiquement pas exploité, même si de petites quantités de pétrole ont été extraites vers 1960.
Le gisement devrait être redéveloppé pour entrer en service en 2011, et produire 0,9 Mbbl/j, chiffre qui pourrait augmenter jusqu'à 1,5 (ces données sont celles communiquées par l'Aramco). Malgré ses réserves qui, estimées à 11 Gbbl, en font un des plus grands gisements inexploités au monde, Manifa souffre de la qualité de son pétrole : extrêmement chargé en soufre (de 3 à 3,5 %) et en vanadium. Il est pratiquement inutilisable par la grande majorité des raffineries actuelles.